# Neath (Wales)
Neath (walisisch Castell-nedd) ist eine Mittelstadt in Wales mit dem Status einer Community.

## Lage
Die Stadt liegt am östlichen, linken Ufer am Unterlauf des River Neath in Südwales, 11 km nordöstlich von Swansea.

## Geschichte
Bereits um 75 errichteten die Römer ein Kastell an der Stelle des heutigen Neath. Nach der normannischen Eroberung von Südwales errichtete Robert of Gloucester in der ersten Hälfte des 12. Jahrhunderts Neath Castle. Anstelle der Burg entstand ab 1130 das Zisterzienserkloster Neath Abbey, eine neue Burg wurde am linken Flussufer des River Neath angelegt. Um diese Burg entstand eine Siedlung, die sich zu einer kleinen Marktstadt entwickelte und 1280 von Gilbert de Clare, dem Lord of Glamorgan, eine Charta erhielt. Während der Reformation wurde die Neath Abbey aufgelöst. Wegen der in den umliegenden Tälern reichlich verfügbaren Energiequellen Wasserkraft und Kohle entwickelte sich schon früh Metallindustrie in Neath. Ab 1730 entstand in den ehemaligen Klostergebäuden eine Kupferhütte. Ende des 18. Jahrhunderts entstanden die Neath Abbey Ironworks, einer der bedeutendsten frühindustriellen Industriebetriebe von Wales, in der Maschinen, Lokomotiven und Eisenbahngleise, z. B. für die Stockton and Darlington Railway, der ersten Passagierstrecke der Welt, hergestellt wurden. Ab 1921 entstand südwestlich von Neath Großbritanniens erste große kommerzielle Ölraffinerie, für deren Arbeiter wurde das Dorf Llandarcy gegründet. 1985 wurde die Rohölverarbeitung eingestellt, 1999 wurde die Anlage, die eine Fläche von über 4 km² bedeckte, geschlossen. Die Anlagen wurden fast vollständig demontiert. Auch die Montanindustrie ist aus der Umgebung von Neath verschwunden, an den Kohlebergbau erinnert 8 km nördlich das als Museum dienende ehemalige Bergwerk Cefn Coed.
1918 fand das Eisteddfod in Neath statt. Das Borough of Neath wurde 1974 Teil des neuen County West Glamorgan, 1996 wurde es zusammen mit Port Talbot und Pontardawe zum neuen Neath Port Talbot County Borough vereinigt.

## Sehenswürdigkeiten
Neath besitzt noch einen historischen Stadtkern mit der Ruine von Neath Castle, der 1850 errichteten neugotischen Kirche St David’s und weiteren historischen Gebäuden, vor allem aus dem viktorianischen Zeitalter. Zu den Sehenswürdigkeiten der Umgebung gehören:
- Neath Abbey
- der Gnoll Estate Country Park[5]
- das Bergbaumuseum Cefn Coed Colliery Museum auf dem Gelände des Steinkohlenbergwerks Blaenant in Crynant im Dulais Valley[6]
- das industriegeschichtliche Museum zur einstigen Kupferschmelze und Zinngießerei in Aberdulais im Dulais Valley[7]

## Verkehr
Über die südlich der Stadt verlaufenden Autobahn M4 ist Neath mit Cardiff und Swansea verbunden, die A465, die Head of the Valleys Road, führt durch das Vale of Neath nach Mittelwales. Neath besitzt einen Bahnhof an der South Wales Railway.

## Sport
Neath RFC, die Welsh All Blacks, wurde 1871 gegründet und ist der älteste Rugbyclub in Wales. 1881 wurde im Castle Hotel die Welsh Rugby Union gegründet. Im Fußball wurde die Stadt vom Neath FC repräsentiert, das Team spielte von 2007 bis 2012 in der höchsten walisischen Spielklasse und nahm an der Qualifikationsrunde zur UEFA Europa League 2011/12 teil. Im Mai 2012 wurde dem Klub aus finanziellen Gründen die Lizenz verweigert und wenig später erfolgte wegen Steuerschulden per Gerichtsbeschluss die Liquidation.

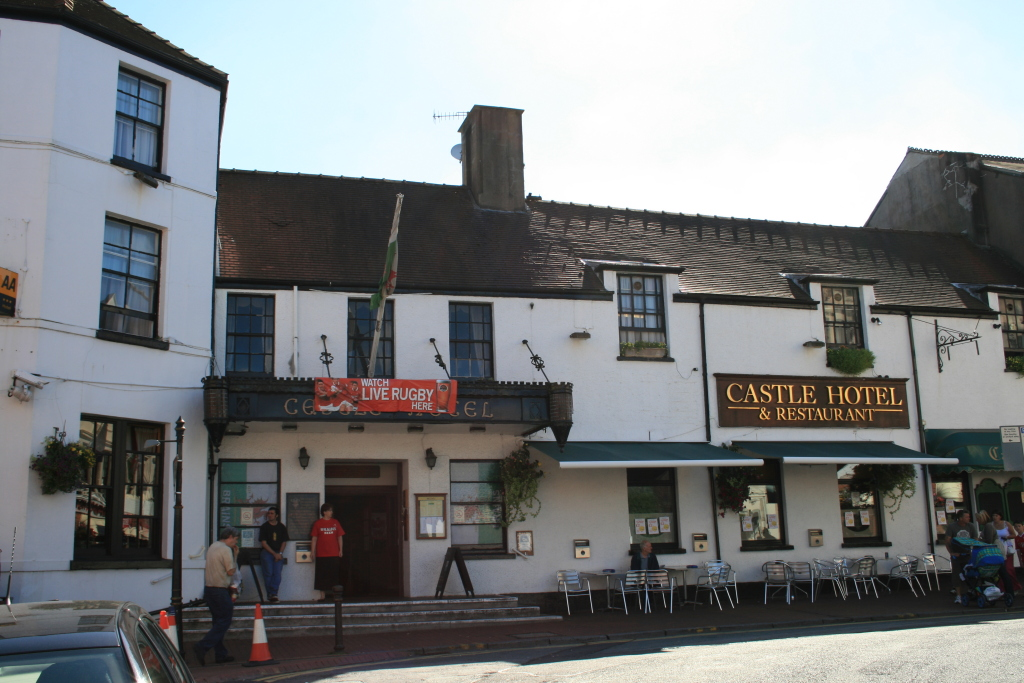
Das Castle Hotel in Neath

## Söhne und Töchter der Stadt
- Clayton Blackmore (* 1964), Fußballspieler
- Michael Bogdanov (1938–2017), Regisseur
- Brian Bowditch (* 1961), Mathematiker
- Mark Bowen (* 1963), Fußballspieler
- Harold Carter (1925–2017), Humangeograph
- Rubin Colwill (* 2002), Fußballspieler
- Hugh Dalton (1887–1962), Politiker
- Ben Davies (* 1993), Fußballspieler
- Roy Eccles (1900–1938), Autorennfahrer
- John Holloway (* 1948), Violinist
- Richard Hibbard (* 1983), Rugbyspieler
- Paul James (* 1982), Rugbyspieler
- Thomas Garnet Henry James (1923–2009), Ägyptologe
- Katherine Jenkins (* 1980), Mezzosopranistin
- Della Jones (* 1946), Opernsängerin
- Jamie Jones (* 1988), Snookerspieler
- Donald Marcus Kelway Marendaz (1897–1988), Kampfflieger, Unternehmer, Automobilrennfahrer und Konstrukteur
- Ray Milland (1907–1986), Schauspieler
- Craig Mitchell (* 1986), Rugbyspieler
- Barry Morgan (* 1947), Erzbischof von Wales
- Steve Newbury (* 1956), Snookerspieler
- William Nott (1782–1845), General
- Paul Rhys (* 1963), Schauspieler
- Connor Roberts (* 1995), Fußballspieler
- Bonnie Tyler (* 1951), Rock- und Popsängerin
- Derek Vaughan (* 1961), Politiker
- Ron Waldron (* 1933), Rugbyspieler
- Daniel Wells (* 1988), Snookerspieler